# Presidio La Bahía

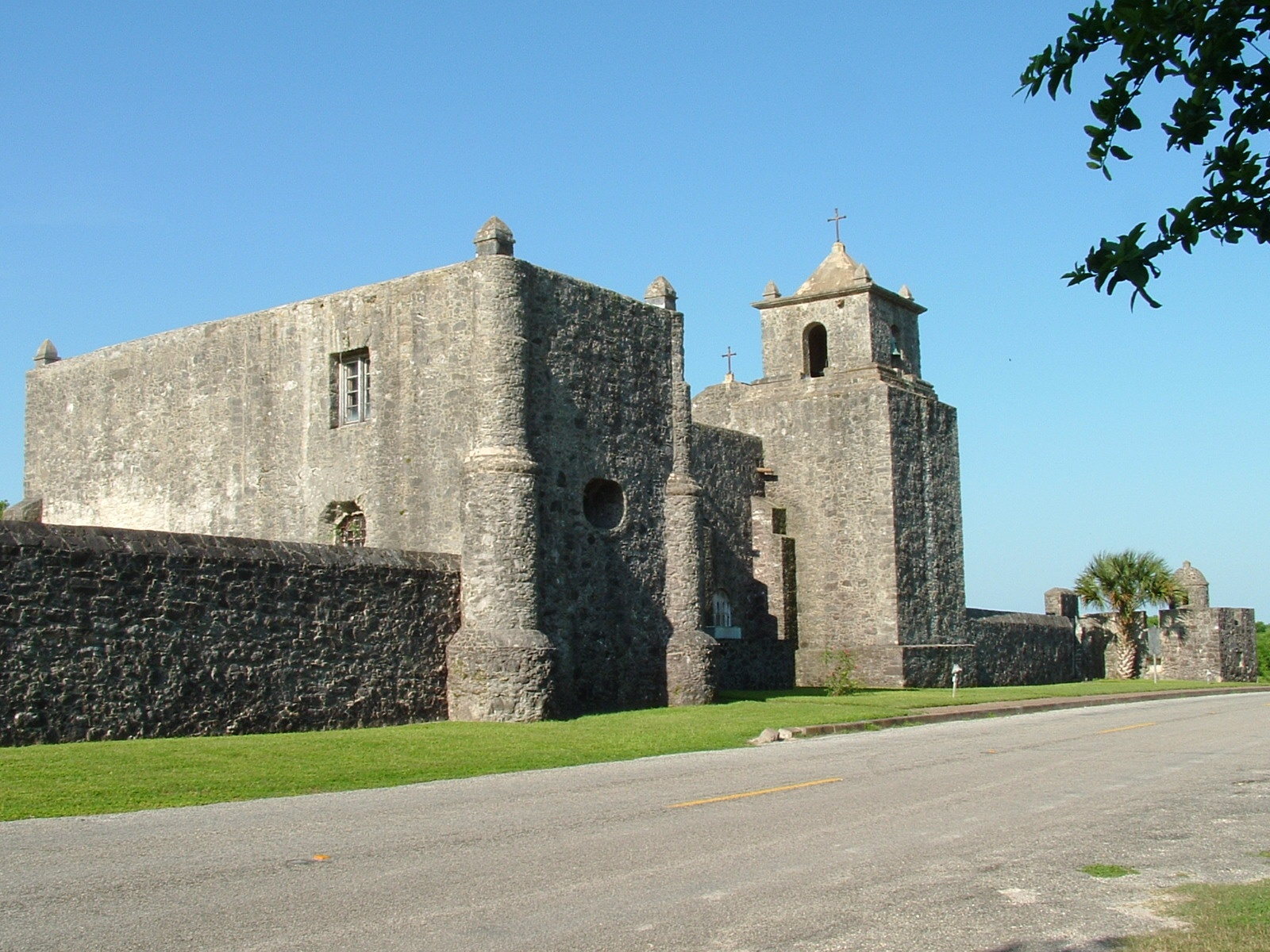
Presidio La Bahía.

O Presidio Nuestra Señora de Loreto de la Bahía, mais conhecido como Presidio La Bahia, ou simplesmente La Bahia, é um forte construído pelo exército espanhol que se tornou o núcleo da cidade de Goliad, Texas, nos Estados Unidos. Originalmente encontrado em 1721 nas ruínas do fracassado Forte francês de Saint Louis, o presidio foi levado a um local no Rio Guadalupe em 1726. Em 1747, o presidio e sua missão foram movidos para sua localização atual perto do Rio San Antonio. Um assentamento civil no atual município de Goliad, cresceu ao redor do presidio no final do século XVIII, e a área foi uma das três mais importantes do Texas Espanhol.